# Der Berliner Schlüssel
Der Berliner Schlüssel (franz. Originaltitel: Inscrire dans la nature des choses ou la clef berlinoise) ist ein Essay des französischen Soziologen und Philosophen Bruno Latour aus dem Jahr 1991. Das Essay befasst sich mit der Verankerung von sozialen Verhaltenserwartungen und Normativitäten in alltäglichen Gegenständen. Zur Veranschaulichung und Erklärung dieses Phänomens wird von Latour der doppelbärtige, für Berlin typische Durchsteckschlüssel herangezogen.
Mit dem Essay über den Berliner Schlüssel setzt sich Latour zunächst mit der Anwendung und der Funktion des Schlüssels auseinander. Anschließend verwendet er dieses Artefakt als Erklärungsgegenstand für seine Akteur-Netzwerk-Theorie und seinen Ansatz der „Soziologie der Assoziationen“. Beide beschäftigten sich (unter anderem) mit der Redefinition und Entstehung des Sozialen (Miteinanders). Für Latour geht das Soziale letztendlich aus Assoziationen bzw. aus der Verflochtenheit zwischen Menschen und Dingen hervor. Mithilfe des Beispiels des Berliner Schlüssels wird diese Verflechtung erläutert und dargestellt.

## Berliner Schlüssel – Beschreibung, Anwendung und Funktion

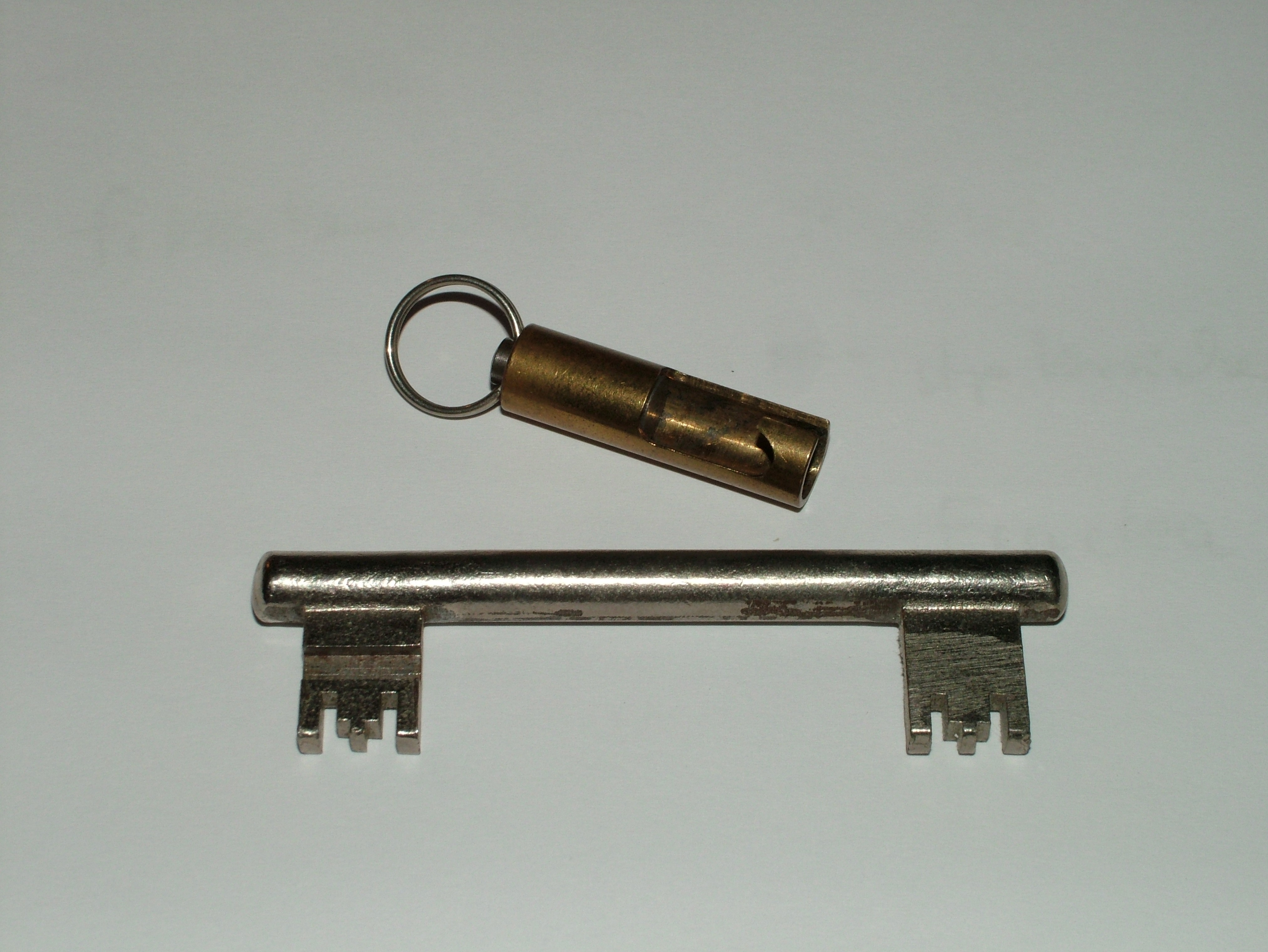
Berliner Schlüssel mit Halterung

Der Berliner Schlüssel oder auch Durchsteckschlüssel ist eine Erfindung des Schlossermeisters Johann Schweiger aus dem Jahre 1912. Es handelt sich dabei um einen Schlüssel mit zwei identisch geformten Schlüsselbärten an beiden Enden, der ursprünglich in Berliner Mietshäusern Verwendung fand. Ein weiteres charakteristisches Merkmal ist die sich auf beiden Schlüsselbärten befindende Nut, die sich jeweils auf der gegenüberliegenden Seite des Schlüsselbarts wiederfinden lässt.
Die Anwendungsschritte für die Benutzung des Berliner Schlüssels werden von Latour mithilfe einer fiktiven Person und mit einer großen technischen Detailgenauigkeit beschrieben. In dem Essay fährt eine Archäologin nach Berlin und trifft auf den Berliner Schlüssel. Seine Anwendungsart ist ihr zunächst unbekannt. Erst durch die Hilfe Anderer erfährt sie von den zwei unterschiedlichen Nutzungsvorgängen des Berliner Schlüssels: Während der Nacht wird der Mechanismus des Haustürschlosses mittels eines Hauptschlüssels durch den Hauswart modifiziert. Der Berliner Schlüssel muss daraufhin senkrecht in das Schloss eingeführt und um 270° entgegen dem Uhrzeigersinn gedreht werden. Der Schlüssel bleibt in dieser Position und wird im nächsten Schritt waagerecht durch das Schloss hindurch geschoben und auf der anderen Seite der Haustür erneut um 270° gedreht. Die zuvor geöffnete Tür wird dadurch wieder geschlossen. Erst dann ist es möglich, den Schlüssel aus dem Schloss zu entnehmen. Tagsüber, nachdem die Tür durch den Hauptschlüssel erneut modifiziert wurde, gilt die zweite Anwendungsart. Der Schlüssel kann die Haustür öffnen, aber nicht zuschließen. Hauswart, Schlüssel und Schloss reglementieren somit den Benutzer des Schlüssels, nachts zu einem Schließzwang der Haustür und tagsüber dazu, die Haustür unverriegelt zu lassen. Eine schematische Darstellung des Nutzungsvorgangs kann im Originalartikel von Latour und in der englischen Übersetzung eingesehen werden.

## Soziologische Erklärung und Kernthese von Bruno Latour
Zu Beginn des Essays erklärt Bruno Latour, dass es für ihn weder Subjekte noch Objekte gibt. Er ist der Auffassung, dass Objekte Ansammlungen von sozialen Praktiken und Handlungsskripte bzw. Aktionsprogramme in sich tragen. Aufgrund dessen übernehmen sie die Rolle eines „Mittlers“. Der Mittler ist in diesem Kontext nicht nur für die Kommunikationsübertragung zwischen materiellen Dingen und sozialen Handlungspraktiken zuständig. Seine Aktion ist vielmehr die Vermittlung zwischen Menschen und Dingen. Dadurch wird „der Sinn [eines Gegenstandes] nicht mehr bloß vom Medium transportiert, sondern teilweise konstituiert, verschoben, neu geschaffen, modifiziert, kurz: übersetzt und verraten“. Der Mittler wird zu einem sozialen Akteur.
Im Beispiel des Berliner Schlüssels trägt dieser Gegenstand das Aktionsprogramm „Schließen Sie bitte die Haustür nachts hinter sich zu, tagsüber aber jedoch nie“ in sich. Mit diesem Handlungsskript transportiert der Schlüssel nicht nur diese disziplinarische Beziehung zwischen Mensch und Gegenstand. Seine Existenz und seine Rolle als sozialer Akteur sind vielmehr die Ursache für diese Handlungsweise und Disziplinierung. Doch erst mit der Sprache können die Handlungs- und Aktionsprogramme zwischen Menschen und Dingen offen gelegt werden. Die theoretische Konzeption des Berliner Durchsteckschlüssels ist nicht ausreichend, um die Funktionsweise des Schlüssels zu verstehen. Eine unwissende Person benötigt zuerst eine Gebrauchsanweisung, um den Schlüssel benutzen zu können.
Die Kernthese des Essays entspringt der Akteur-Netzwerk-Theorie. Diese besagt, dass technische Dinge und Menschen nicht getrennt voneinander betrachtet werden können. Sie sind miteinander verbunden und attribuieren sich gegenseitig Eigenschaften und Fähigkeiten zu. Handlungen bzw. das soziale Miteinander entstehen demnach durch die verflechtende Interaktion von Menschen und Dingen. Durch die gegenseitigen Rollenzuweisungen und Rollenübernahmen beider Akteure entsteht eine Beziehung. Diese Beziehung bezeichnet Latour in seiner Theorie als Netzwerk.
Diese Beziehung lässt sich im Fall des Berliner Schlüssels wiederfinden. Latour erklärt, dass „das Soziale [sich im Grunde genommen] nicht aus Sozialem aufbauen [lässt], es braucht Schlüssel und Schlösser. Und weil die klassischen Schlösser noch zuviel Freiheit lassen, braucht man doppelbärtige Schlüssel“. Für Latour ist der Sinn eines Gegenstandes nicht vor den technischen Vorrichtungen zu finden. Daher wird der Berliner Schlüssel gleichzeitig sowohl Mittel als auch Zweck. Er erreicht nicht nur, dass die Benutzer des Schlüssels ihre Türen nachts hinter sich zuschließen. Er ist ebenso der Auslöser für diese Disziplinierung. Diese „stählerne“ und disziplinarische Beziehung zwischen beiden Akteuren veranschaulicht die Verflechtung zwischen Menschen und Dingen und Latours Theorie über die Bildung des Sozialen.

## Erscheinungsgeschichte
Zum ersten Mal erschien Der Berliner Schlüssel im Jahr 1991. Unter dem Titel Inscrire dans la nature des choses ou la clef berlinoise wurde er als Artikel in dem Magazin Alliage veröffentlicht. Zwei Jahre später, 1993, wurde der Text in La clef de Berlin et autres leçons d’un amateur de sciences, einer Sammlung diverser Essays von Latour, im Verlag La Découverte erneut herausgegeben. 1994 erschien dann die erste deutsche Fassung des „Berliner Schlüssels“. Diese wurde von Gustav Roßler übersetzt und in einer Schriftenreihe des Wissenschaftszentrums Berlin für Sozialforschung herausgebracht. Als 1996 auch der 1993 erschienene Sammelband mit Texten Bruno Latours unter dem Titel Der Berliner Schlüssel. Erkundungen eines Liebhabers der Wissenschaften in einer deutschen Fassung erschien, wurde Roßlers Übersetzung darin erneut abgedruckt. Darüber hinaus wurde Latours Essay über den Berliner Schlüssel unter anderem in die englische (1991), niederländische (2009) und spanische (2017) Sprache übersetzt.

## Rezeption
„Der Berliner Schlüssel“ wurde seit seiner Veröffentlichung in verschiedenen inhaltlichen Kontexten und unterschiedlichen wissenschaftlichen Fachrichtungen aufgegriffen und zitiert. In der Pädagogik wird zum Beispiel das Konzept des Berliner Schlüssels benutzt, um die Erziehung durch Dinge zu erläutern und zu begründen. Die Delegation der menschlichen Ermahnungen wird, wie im Berliner Schlüssel, in Dingen materialisiert und nicht mehr durch die Sprache vermittelt. Im Design wird ebenfalls auf Latour zurückgegriffen. Es wird davon ausgegangen, dass Designprodukte ebenfalls keine abgeschlossenen und unveränderten Objekte darstellen. Gegebenheiten wirken sich auf das Ergebnis einer Arbeit bzw. eines Produkts aus und gestalten es mit. Durch den Gebrauch des Objekts und durch den technischen Fortschritt kommt es zu einer stetigen Weiterentwicklung des Designprodukts. Die Thematik des Berliner Schlüssels wurde darüber hinaus in verschiedenen Tageszeitungen, auf Internetseiten und an Universitäten behandelt.
Bruno Latour arbeitete seit der Publikation des Berliner Schlüssels weiter an der Akteur-Netzwerk-Theorie und veröffentlichte 2005 sein Buch Reassembling the Social (deutsch Eine neue Soziologie für eine neue Gesellschaft. Eine Einführung in die Akteur-Netzwerk-Theorie). Gustav Roßler schrieb hierzu, dass die Thematik des Berliner Schlüssels und der gleichnamige Essay „wie in einer Nussschale“ Latours soziologische Konzepte enthalte und in seinem Buch über die „neue Soziologie für eine neue Gesellschaft“ wiedergefunden werden könne. Der Berliner Schlüssel wird daher in den nachfolgenden wissenschaftlichen Lektüren und Debatten immer wieder als Musterbeispiel für die Akteur-Netzwerk-Theorie und für die Handlungsmethode der Artefakte verwendet. 2013 erhielt Bruno Latour den Holberg-Preis für seine „ambitionierte Analyse und Neuinterpretation der Moderne, betreffend fundamentale Kategorien wie die Unterscheidung zwischen modern und vor-modern, Natur und Gesellschaft, Mensch und Nicht-Mensch“. Der Leitgedanke des Berliner Schlüssels ist in der heutigen Literatur und Wissenschaft daher noch immer mit einer gewissen Aktualität und Relevanz behaftet.